# Košava
Kóšava je veter, ki piha iz vzhodnih in jugovzhodnih ter severozahodnih smeri nad predeli Vojvodine ob Donavi do Vukovarja. Posebno je  značilena za področje severno od Beograda do Banata. Košava se pojavlja tedaj, ko je nad Ukrajino in Romunijo visok zračni tlak, a nad Sredozemljem pa področje nizkega zračnega tlaka. Kot slapovit veter je podoben burji. Najpogosteje se pojavlja v jesenskih, zimskih in spomladanskih mesecih.
Pesem Riblje čorbe pravi »košava brije oko solitera«, tj. košava brije (piha hladen veter) okoli stolpnic.